# Lignum Crucis
El Lignum Crucis és una estauroteca o reliquiari que conté un fragment de la Creu de Crist, que es conserva actualment a la basílica de Santa Maria del Pi. La peça és una obra notable i singular de l'orfebreria del segle xv a la Corona d'Aragó. Es conserva i s'exhibeix al públic al Museu-Tresor de la Basílica de Santa Maria del Pi, després de més de 70 anys sense mostrar-se en públic.

## Descripció
És un treball de plata daurada, cisellada, repussada i amb elements de fosa realitzada en obradors de Barcelona. En una composició de creu recreuada amb peu, habitual en aquest tipus de reliquiaris. Malgrat això darrer, la composició és interessant perquè incorpora elements ja clarament renaixentistes, en una data què resulta molt primerenca.
El peu llis, lobulat, i el nus en forma de terradet, fet d'obra de lima, encara pertanyen plenament al gòtic. La part superior, composta del fust en forma de gerro i de la creu recreuada que conté la relíquia i que inclou una decoració a base de palmetes i encoixinats, són, en canvi, d'un renaixement incipient. La documentació conservada esmenta que és una obra feta “a la romana”, és a dir, del nou estil que provenia d'Itàlia.

## Història
L'estauroteca consta documentalment que va ser entregada a l'església del Pi l'any 1498. Va ser encarregada per contenir, segons la tradició, el fragment de la Vera Creu que el Rei Martí l'Humà donà l'any 1398 a l'església del Pi tot just acabada de construir. La relíquia, segons diu el document de donació conservat a l'arxiu de la Basílica, procedia d'un fragment més gran que el rei, va rebre del Papa Benet XIII d'Avinyó (el Papa Luna). Martí I, conegut per la seva afició a col·leccionar relíquies, sembla que va repartir diversos fragments d'aquest mateix Lignum Crucis a altres llocs en els quals instituïa fundacions piadoses, com l'església dels Sants Just i Pastor de Barcelona o la Cartoixa de Valldecrist, prop de Castelló.